# Jens Enevoldsen
Jens Evald Enevoldsen-Elsing est un joueur d'échecs danois né le 23 septembre 1907 à Copenhague et mort le 23 mai 1980 dans la même ville.

## Biographie et carrière
Enevoldsen fut cinq fois champion du Danemark (en 1940, 1943, 1947, 1948 et en 1960). Il fut premier ex æquo en 1939 (perdant le match de départage) et en 1950 (Poul Hage fut déclaré champion après un tirage au sort). En 1948, il battit Xavier Tartakover en match (3,5 à 2,5) à Copenhague. En 1953, il fit match nul (3 à 3) lors d'un match organisé à Copenhague avec le jeune Bent Larsen pour préparer le championnat du monde d'échecs junior.
Enevoldsen représenta le Danemark lors de dix olympiades d'échecs officielles de 1933 à 1972, dont trois fois au premier échiquier danois (en 1937, 1939 et 1952).
Enevoldsen reçut le titre de maître international à la création du titre en 1950 et celui d'arbitre international en 1960.